# Porpax fibuliformis
Porpax fibuliformis är en orkidéart som först beskrevs av George King och Robert Pantling, och fick sitt nu gällande namn av George King och Robert Pantling. Porpax fibuliformis ingår i släktet Porpax och familjen orkidéer. Inga underarter finns listade i Catalogue of Life.